# نئونیکوتینوید

ساختار فضایی ایمیداکلوپرید

نونیکوتین‌گون‌ها یا نئونیکوتینویدها (به انگلیسی: Neonicotinoid) دسته‌ای از حشره‌کش‌های سیستماتیک مؤثر بر دستگاه عصبی هستند که از نظر شیمیایی به نیکوتین شباهت دارند.گسترش این دسته از حشره‌کش‌ها در دهه ۱۹۸۰ میلادی به وسیله شرکت نفتی شل و در دهه ۱۹۹۰ میلادی به وسیله شرکت بایر صورت پذیرفت.

## سمی‌بودن
نئونیکوتینویدها از نسل‌های قبلی آفت‌کش مانند حشره‌کش‌های اورگانوفسفات و کربامات، سمیت کمتری دارند. با این حال می‌توانند تاثیرات محیطی مخربی داشته باشند. آنها با تاثیر گذاشتن بر قشر قارچی در زنبور عسل ، زبان رقص که ابزار مهم ارتباطی میان زنبورهای عسل هست را مختل می‌نمایند.
نئونیکوتینویدها با وارد شدن به خاک به وسیله گیاهان جذب می‌گردند. در نتیجه ژیگ‌تراوی گیاهان، زنبورها که نقش بسیارمهمی در گرده‌افشانی ایفا می‌کنند از تراوه تغذیه می‌کنند. در بسیاری موارد نئونیکوتینویدها که در اثر جذب به‌وسیله گیاه، در تراوه نیز موجود هستند، وارد بدن زنبور عسل شده و باعث کاهش هوشیاری و حافظه در آن حیوان می‌گردند. نئونیکوتینویدها از این راه در اکوسیستم و گرده‌افشانی اخلال ایجاد می‌کنند.

## ساز و کار
سازوکار عمل نئونیکوتینویدها، بستن مسیر عصبی مشخصی است که فراوانی آنها در حشرات بیشتر از مهره‌داران می‌باشد. به‌همین دلیل حشره‌کش‌های تخصصی‌شده‌ای برای عدم تاثیر بر پستانداران هستند. آنها با برقراری پیوند با گیرنده پس‌سیناپسی نیکوتینی استیل‌کولین ، سازوکار آنزیم استیل‌کولین‌استراز را مختل می‌نمایند.
از مشهورترین نمونه‌های نئونیکوتینویدها می‌توان به ایمیداکلوپرید ، تیامتوکسام و کلوتیانیدین اشاره نمود.